# Metacapnodiaceae
Metacapnodiaceae is een familie van schimmels uit de orde Capnodiales. Het typegeslacht is Metacapnodium. De wetenschappelijke naam is voor het eerst geldig gepubliceerd in 1972 door Hughes & Corlett.

## Geslachten
Volgens Index Fungorum bevat de familie vier geslachten:
- Capnobotrys
- Capnophialophora
- Metacapnodium
- Rosaria